# Ferozepur Jhirka
Ferozepur Jhirka é uma cidade no distrito de Gurgaon, no estado indiano de Haryana.

## Demografia
Segundo o censo de 2001, Ferozepur Jhirka tinha uma população de 17 751 habitantes. Os indivíduos do sexo masculino constituem 52% da população e os do sexo feminino 48%. Ferozepur Jhirka tem uma taxa de literacia de 51%, inferior à média nacional de 59,5%: a literacia no sexo masculino é de 61% e no sexo feminino é de 40%. Em Ferozepur Jhirka, 19% da população está abaixo dos 6 anos de idade.